# Adolph Malan

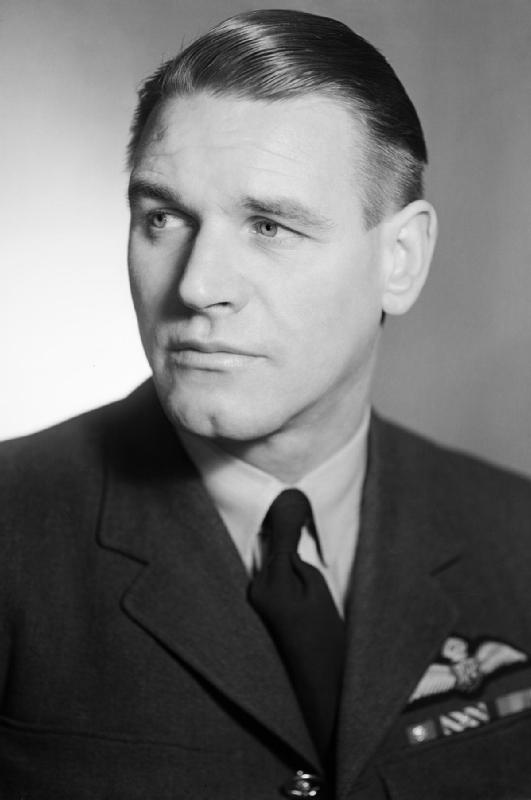
Group Captain Sailor Malan ungefähr 1945

Adolph Gysbert Malan (* 24. März 1910 in Wellington, Kapkolonie; † 17. September 1963 in Kimberley), besser bekannt als Sailor Malan, „Seemann Malan“, war ein südafrikanischer Kampfpilot in der britischen Royal Air Force (RAF), der die No. 74 Squadron auf dem Höhepunkt der Luftschlacht um England führte. Malan war dafür bekannt, dass er als Warnung an andere Luftwaffen-Piloten deutsche Bomberpiloten mit toten Besatzungsmitgliedern in ihre Heimat zurücksandte. Seine Staffel wurde unter seiner Führung zu einer der besten RAF-Einheiten. Malan erzielte 27 Abschüsse, sieben Beteiligungen an Abschüssen, drei möglicherweise erfolgreiche Abschüsse und 16 Beschädigungen feindlicher Kampfflugzeuge. Sein jüngerer Bruder George F. Malan flog für die No. 72 Squadron eine Spitfire und starb im Einsatz.
Malan beteiligte sich nach dem Krieg an der Anti-Apartheid-Bewegung in seinem Heimatland.

## Jugend
Malan wurde im südafrikanischen Wellington geboren und kam 1924 oder 1925 als Kadet Nr. 168 auf das Schulschiff General Botha. 1928 kam er als Offiziersanwärter auf das Schiff Landsdown Castle der Union-Castle Line der International Mercantile Marine Co., was ihm später den Spitznamen „Seemann“ bei seinen Kollegen einbrachte.

## Royal Air Force
Im Jahre 1935 meldete sich Malan bei der RAF, die in dieser Zeit mit der schnellen Aufstockung ihres Pilotenbestandes begann. Er lernte an einer Fliegerschule in der Nähe von Bristol auf einer Tiger Moth fliegen. Sein erster Flug war am 6. Januar 1936, am 2. März wurde er als Pilot brevetiert, seine Ausbildung schloss er Ende desselben Jahres ab und gelangte zur No. 74 Squadron am 20. Dezember 1936, wo er am 6. Januar 1937 Pilot Officer ernannt wurde und im August desselben Jahres die Führung einer Spitfire-Staffel übernahm. Er wurde am 20. Mai 1938 zum Flight Officer befördert und am 6. Juli zum Flight Officer ernannt. Sechs Monate vor Kriegsausbruch wurde Malan am 2. März 1939 zum Flight Officer befördert.

## Zweiter Weltkrieg

### Battle of Barking Creek
Die No. 74 Squadron kam das erste Mal bereits 15 Stunden nach der Kriegserklärung zum Einsatz. Sie stieg am 6. September 1939 auf um vermeintliche feindliche Bomber abzufangen, was sich später aber heimkehrende RAF-Flugzeuge herausstellen sollte. Nach dem Angriffskommando von Malan wurden zwei Hurricane der No. 56. Squadron abgeschossen, wobei einer der Piloten den Eigenbeschuss nicht überlebte, der als Battle of Barking Creek in die Geschichte einging. An der darauffolgenden Militärgerichtsverhandlung lehnte Malan die Verantwortung für den Angriff ab. Er sagte gegen seinen eigenen Piloten aus, dass diese unverantwortlich und impulsiv gehandelt hätten und dabei grundsätzliche Kommunikationsregeln verletzt hätten. Diese Aussage veranlasste Sir Patrick Hastings, den Anwalt des Piloten, Malan als unverschämten Lügner zu bezeichnen. Hastings wurde durch den Londoner Advokat und RAF-Hilfspiloten Roger Bushell unterstützt, der später den Ausbruch aus dem Kriegsgefangenenlager Stalag Luft III anführte. Das Gericht entschied, dass der Zwischenfall ein unglückliches Ereignis gewesen sei und sprach beide an den Abschüssen beteiligten Piloten frei.

### Dünkirchen
Nach heftigen Luftkämpfen über Dünkirchen während der Operation Dynamo wurde Malan das Distinguished Flying Cross verliehen, weil er fünf gegnerische Flieger abgeschossen hatte. Während diesem Luftkampf zeigte sich erstmals sein ausgeprägter Kampfgeist. Einmal war er sogar in der Lage, während des Kampfes die ausgebrannte Glühbirne des Visiers zu wechseln. Bei einem Nachteinsatz von 19. auf den 20. Juni schoss er im hellen Mondschein zwei Heinkel-He-111-Bomber ab, was damals eine außergewöhnliche Leistung war und ihm ein Spange am Band des Distinguished Flying Cross einbrachte. Am 6. Juli wurde er zum Flight Lieutenant befördert.
Malan und seine verantwortlichen Piloten entschieden, die V-Formation zugunsten des aufgelockerten Vierfingerschwarms aufzugeben, der von der Luftwaffe während des Spanischen Bürgerkriegs entwickelt worden war. Legenden sagen, dass am 28. Juli Malan während des Kampfes auf Werner Mölders getroffen sei. Er hätte dabei sein Flugzeug beschädigt und ihn verwundet, konnte aber sein Flugzeug nicht zum Absturz bringen. Jüngere Untersuchungen ergaben aber, dass Mölders in einem Kampf mit der No. 41 Squadron verwundet worden war.

### Führer der No. 74 Squadron
In der Zeit um den Höhepunkt der Luftschlacht um England wurde Malan die Führung der No. 74 Squadron übertragen. Er wurde am 8. August zum Staffelführer ernannt und musste bereits drei Tage später am 11. August mit seinem Geschwader einen Angriff in der Nähe von Dover abfangen. Die Kampfhandlungen begannen bereits um 7 Uhr morgens und dauerten den ganzen Tag an, weil das Geschwader in drei weitere Luftkämpfe verwickelt werden sollte. Am Ende des Tages sagte es aus, dass es 38 Flugzeuge abgeschossen hätte. Der Tag ging als Sailor’s August the Eleventh, „der 11. August des Seemanns“, in die Geschichte ein. Malan meinte dazu nur, dass dies der Abschluss eines sehr erfolgreichen Kampfmorgens gewesen sei, wobei er für die Ereignisse an diesem Tag eine weitere Spange für sein Distinguished Flying Cross erhielt.
Am Boden war Malan als ein eingefleischter Glücksspieler bekannt, wobei er seinen Untergebenen oft Geld schuldete. Malan war älter als die meisten seiner Kommandanten und wirkte außer Dienst gesellig und entspannt. Die meiste Zeit verbrachte er mit Frau und Familie, die bei Biggin Hill wohnte. Malan entwickelte bald die Gewohnheit, nur den ersten Einsatz des Tages zu fliegen, um dann die Führung der Staffel an einen Untergebenen zu übertragen, während er am Boden blieb und Büroarbeiten erledigte. Trotz der frostigen Beziehung zu John Freeborn, einer der Piloten, die an den Abschüssen bei der Battle of Barking Creek beteiligt waren, übertrug Malan oft ihm die Staffelführung, was zeigte, dass Malan Persönliches und Dienstliches trennen konnte.
Malan führte die No. 74 Squadron mit strenger Disziplin. Er war zurückhaltend mit der Vergabe von Auszeichnungen und machte genaue Vorgaben für die Erteilung von Auszeichnungs-Empfehlungen: sechs bestätigte Abschüsse für ein Distinguished Flying Cross, zwölf für eine zusätzliche Spange und 18 für einen Distinguished Service Order.
Am 29. Dezember 1941 wurde Malan einer der auserwählten Flieger, die von Cuthbert Orde in Kohle porträtiert wurden. Er hatte außerdem noch die viel seltenere Ehre, von Orde in einem Ölbild verewigt zu werden.

### Flieger Oberstleutnant von Biggin Hill
Am 24. Dezember erhielt Malan den Distinguished Service Order und am 22. Juli 1941 eine zusätzliche Spange am Orden. Er wurde am 10. März 1941 als einer der ersten für seine Angriffseinsätze zum Oberstleutnant ernannt und führte das RAF-Geschwader von Biggin Hill während des Frühlings und Sommers, bis er im August von weiteren Einsätzen verschont wurde. Er beendete seine aktive Kampfpilotenlaufbahn 1941 mit 27 Abschüssen, sieben Beteiligungen an Abschüssen, zwei unbestätigten Abschüssen, drei möglichen Abschüssen und 16 Beschädigungen an feindlichen Fliegern. Damit war er damals das führende Fliegerass der RAF und einer der Piloten mit den höchsten Abschussraten, die während des Zweiten Weltkrieges ausschließlich der Kampftruppe gedient haben. Er wurde am 6. Januar 1942 als Staffelführer in die Reserve eingeteilt.
Nach Reisen in die USA und Tätigkeit an der Zentralschule für Fliegerkanoniere wurde er am 1. September 1942 zum Wing Commander ad-interim und zum Standortkommandant von Biggin Hill, wobei er am 1. Juli 1943 zum War Substantive Wing Commander befördert wurde. Malan flog immer noch Einsätze, wobei er stehende Befehle für Standortkommandanten ignorierte, die solche Tätigkeiten verboten, um einen Abschuss des Kommandanten zu verhindern. Im Oktober 1943 wurde er Befehlshaber der No. 19 Fighter Wing in der RAF Second Tactical Air Force, dann Befehlshaber der No. 145 (Free French) Fighter Wing in der Zeit des D-Days, an dessen spätem Nachmittag er eine Abteilung der Fliegertruppe über die Strände führte.

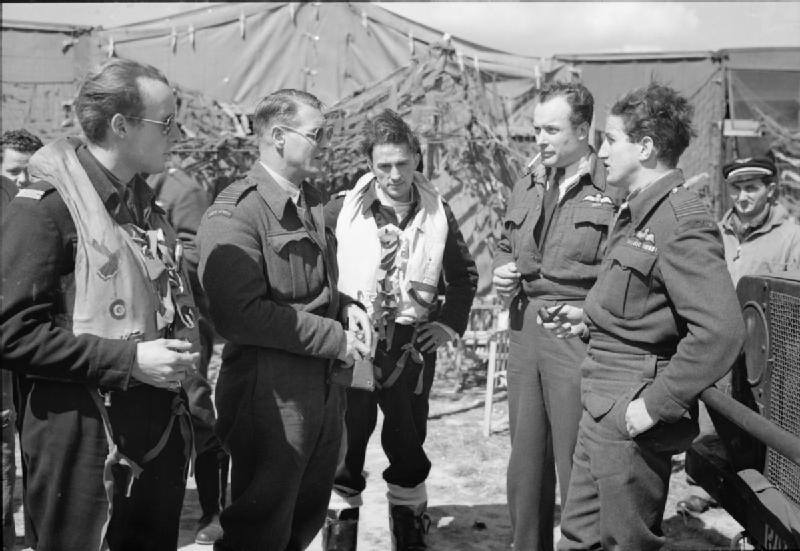
Malan und RAF-Offiziere am D-Day

## Regeln des Luftkampfs
Wenn auch Malan kein geborener begabter Pilot war, hatte er doch außerordentliche Fähigkeiten und war ein äußerst aggressiver Luftkämpfer. Außerdem war er ein hervorragender Taktiker, der die 1940 selbst eingeübten Methoden und Techniken den nachfolgenden Generationen von Kampfpiloten einflößte.
Malan erarbeitete eine Zusammenstellung einfacher Regeln für Kampfpiloten, die im RAF Fighter Command verbreitet wurden und schließlich in den meisten Luftwaffenstützpunkten an den Wänden angeschlagen waren:
Zehn meiner Regeln für den Luftkampf
1. Warte, bis du das Weiße in seinen Augen siehst. Schieße kurze, ein bis zwei Sekunden lange Salven solange du das Ziel wirklich im Visier hast.
2. Denke an nichts anderes während du schießt, verankere deinen Körper, halte beide Hände am Steuerknüppel, konzentriere dich auf das Ringkorn.
3. Halte immer genau Ausblick. „Keep your finger out“.
4. Höhe gibt dir Handlungsspielraum.
5. Wende dich immer dem Angriff zu.
6. Fälle deine Entscheidungen sofort. Es ist besser schnell zu handeln, auch wenn deine Taktik nicht die beste ist.
7. Fliege im Kampfgebiet nie länger als 30 Sekunden geradeaus auf gleicher Höhe.
8. Lasse immer einen Teil deiner Formation in der Höhe zurück, wenn du zum Angriff hinabstichst. Sie dient dir als Schutz von oben.
9. ENTSCHLOSSENHEIT, ANGRIFF, LUFT-DISZIPLIN und ZUSAMMENARBEIT sind KEINE leeren Worte im Luftkampf.
10. Gehe schnell hinein – schlage hart – hau ab!

## Späteres Leben
Am 5. April 1946 quittierte Malan seinen Dienst bei der RAF, wobei er den Rang eines Group Captains behielt. Er kehrte nach Südafrika zurück, wo er dem Torch Commando beitrat, ein gemeinsames Projekt der antifaschistischen Veteranenorganisation Springbok Legion und des War Veterans Action committees. Seemann Malan wurde Präsident der neuen Organisation, die nach Malans Worten zur Bekämpfung des Polizeistaats, des Missbrauchs der Staatsgewalt, der Zensur, des Rassismus, der Vorenthaltung des Coloured-Wahlrechts (siehe Separate Representation of Voters Act) und anderer unterdrückender Maßnahmen des schleichenden „Faschismus“ der Nasionale Party gegründet wurde.
Unter den führenden Mitgliedern der Springbok Legion waren viele Veteranen, die später dem African National Congress und Umkhonto we Sizwe beitraten. Unter diesem Personenkreis waren auch Joe Slovo, Jack Hodgson, Wolfie Kodesh, Brian Bunting und Fred Carneson. Nachdem die Nasionale Party an die Macht gekommen war und begonnen hatte, ihre Politik zu verwirklichen, hielten viele die 1941 gegründete Springbok Legion für zu stark linksorientiert und zu radikal. Im Jahre 1950 begannen Springbok-Legion-Mitglieder mit anderen gemäßigteren Organisationen und mit der parlamentarischen Opposition, der United Party, zusammenzuarbeiten. Das Ziel bestand darin, neue Wege für die Unterstützung des Protests gegen die Apartheid-Gesetze zu finden.
Im Jahre 1951 formierte die Springbok Legion zusammen mit dem War Veterans Action Committee die Widerstandsgruppe Torch Commando, die einen breiteren Kreis von Veteranen ansprechen sollte. Sie diente vor allem dazu, die Pläne der Nasionale Party zu durchkreuzen, welche vorhatte, den Coloureds das Stimmrecht abzuerkennen. Der Veteran Harry Schwarz, der später zu einem Führer innerhalb der Anti-Apartheid-Bewegung wurde, war einer der Gründer der Organisation. Das Torch Commando kämpfte während mehr als fünf Jahren und hatte auf seinem Höhepunkt mehr als 250.000 Mitglieder. Die Regierung war über den hohen Zulauf von Richtern, Beamten und Militäroffizieren zur Organisation so beunruhigt, dass sie umgehend ein Gesetz verabschiedete, das Angehörigen des öffentlichen Dienstes und des Militärs den Beitritt zur Organisation verbot. Die Nasionale Party versuchte die Erinnerungen an die Geschichte bei der Springbok Legion beim Torch Commando und Malan zu löschen, weil sie fürchtete, dass besonders junge weiße Südafrikaner Malan nacheifern könnten.
An der größten Protestkundgebung des Torch Commando vermochte die Springbok Legion 75.000 Teilnehmer zu mobilisieren. An einer Ansprache vor dem Rathaus in Johannesburg führte Malan die Ideale an, für die im Zweiten Weltkrieg gekämpft wurde. Dazu sagte er, dass die Größe der Kundgebung ein Beweis dafür sei, dass die Männer und Frauen, die im Krieg für die Freiheit kämpften, immer noch das hegen würden, wofür sie gekämpft hätten und dass sie sich die Früchte dieses Sieges nicht vorenthalten lassen würden.
Malan starb 1963 an der Parkinson-Krankheit, damals noch eine seltene und unerforschte Krankheit. In seinem Namen wurde eine beachtliche Geldsumme gesammelt und eine heute noch bestehende Stiftung zur weiteren Erforschung der Krankheit gegründet.
Er hinterließ nach dem Tod seine Frau Lynda, seinen Sohn Jonathan und seine Tochter Valerie.

## Rezeption in der Kunst
Im 1969 erschienen Kriegsfilm Luftschlacht um England ist die von Robert Shaw gespielte Figur des Squadron Leader Skipper absichtlich Malan nachempfunden, wie Regisseur Guy Hamilton später äußerte. An einer Stelle am Anfang des Films gibt Skipper einem unerfahrenen Piloten Luftkampfmanöver-Training und schnauzt ihn gehässig an, dass er im Kampfgebiet nie länger als 30 Sekunden geradeaus und in gleicher Höhe fliegen dürfe – ein Zitat aus den von Malan aufgestellten Luftkampfregeln.